# Championnat d'Inde de football américain
Le Championnat d'Inde de football américain ou Elite Football League of India (EFLI) (Ligue élite indienne de football en français) est une compétition sportive de football américain fondée en 2011 et mettant en présence des équipes professionnelles actives en Inde, au Pakistan et au Sri Lanka . 

## Histoire
Le Conseil des ministres de l'Inde et un groupe d'investisseurs américains et indiens créent l'EFLI le 5 août 2011 à Bombay. Les investisseurs américains sont Mike Ditka (ancien joueur et entraîneur aux Bears de Chicago), Michael Irvin (ancien joueur aux Cowboys de Dallas) ainsi que d'autres personnes affiliées à la NFL.
Le premier match de la saison 2012/2013 a lieu le 12 septembre 2012. La compétition met en présence huit équipes. Tous les matchs ont lieu au Sri Lanka.
La saison suivante aurait dû débuter en septembre 2015 mais celle-ci n'aura finalement jamais lieu.

## Compétition
Pour la seule saison jouée, la ligue est composée de 8 franchises. Les joueurs et les entraîneurs sont tous issus de pays d'Asie du sud mais la gestion des franchises est aux mains d'officiels américains.
Les équipes sont des franchises avec un propriétaire. Elles ont été acquises à la suite d'une vente aux enchères. 
Contrairement à d'autres ligues sportives en Inde, les propriétaires ne doivent absolument pas être d'origine indienne. 
Le Ministère des Sports de l'Inde reçoit 15 % des revenus de la ligue. 
Un plan de développement prévoyait que la Ligue comporterait 52 franchises en 2022.

## Palmarès
Jusqu'à présent, il n'y a eu qu'un seul championnat, celui de la saison 2012/2013 (en). Tous les matchs de la saison se sont joués au Sri Lanka, dans le Sugathadasa Stadium. L'Elite Bowl I a été gagné 6 à 0 par les Pune Marathas au détriment des Delhi Defenders.